# Opération Phénix
Conflit armé colombien
Batailles
Années 1970

Anorí
Années 1980

Palais de justice
Années 1990
- Casa Verde
- Girasoles
- Las Delicias
- Quebrada El Billar
- Miraflores
- Mitú

Années 2000
- Berlín
- Reprise de la zone démilitarisée
- Alcatraz
- Jaque
- Fénix
- Dinastía

Années 2010
- Camaleón
- Sodoma
- Némésis
- Odiseo
- Combats de 2013 (processus de paix)

L'opération Phénix (en espagnol : Operación Fénix) fut une attaque de la force aérienne colombienne (Fuerza Aérea Colombiana) en Équateur, dans la ville de Santa Rosa de Yanamaru, le 1er mars 2008. Elle entraîna la mort de 22 guérilleros des FARC.

## Déroulement
L'attaque débuta à 00h25 le 1er mars, avec des éléments de la Police nationale colombienne, de l'armée, de la force aérienne et de la marine. La localisation du campement des FARC est rendue possible grâce à un informateur.

## Conséquences
Elle mena à la mort du leader des FARC, Raúl Reyes. Repéré rapidement à la suite de la localisation géographique d'une communication par téléphone satellitaire, il est tué avec seize autres guérilleros, dont Guillermo Enrique Torres alias « Julián Conrado », un autre membre de l'appareil politique des FARC, un militaire colombien et un ressortissant équatorien sont également tués au combat,. Les corps de Conrado et de Reyes sont emportés et ramenés en territoire colombien et sont exposés à la presse.
Cette opération crée une vive crise diplomatique dans la région (avec l'Équateur et le Venezuela).
Après le raid, les analyses d'ordinateurs pris aux FARC montrent la persistance d'une collaboration entre officiels vénézuéliens (armée et renseignement) et rebelles colombiens : les premiers facilitent la conclusion de contrats d'armement et facilitent les déplacements des seconds sur le territoire vénézuélien, ce en dépit des dénis répétés de Hugo Chavez depuis l'opération contre Raul Reyes. En 2011, le rapport de l'IISS détaille les relations entre les FARC et le Venezuela, d'après notamment les données prises lors du raid fait contre Raul Reyes.